# Пюлюмюр
Пюлюмюр (тур. Pülümür) — город и район в провинции Тунджели (Турция).